# 가르다호
가르다 호(이탈리아어: Lago di Garda , Benaco)는 이탈리아에서 가장 큰 호수이다. 이탈리아 북쪽에서 위치하며 밀라노와 베니스 사이에 있다. 고산 지대에 있으며 빙하에 의해 형성된 것으로 빙하기 말부터 생겨난 것으로 보인다. 베로나 주와 남동쪽으로, 트렌토주와 북쪽으로 접한다. 북쪽에서 통과하기 더 수월하며 가장 주요한 관광지 중 하나다. 접안가를 중심으로 호텔과 리조트가 다수 분포한다.

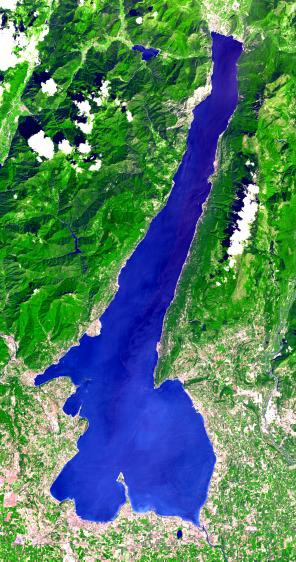
우주에서 본 가르다 호

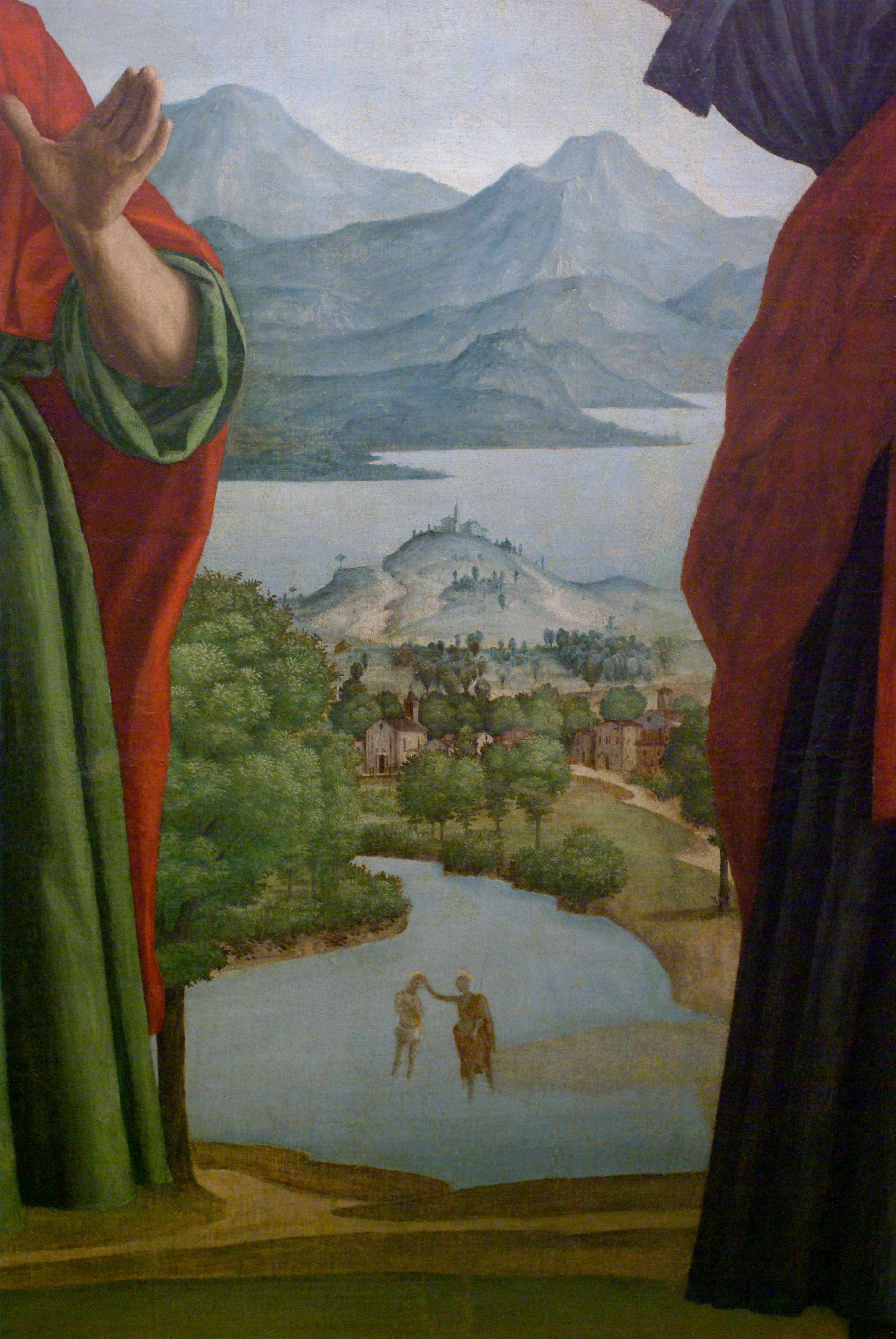
View of south lake near Peschiera del Garda (Verona, Italy) (probably with Lake Frassino or River Mincio), up the panting mountains of side Brescia (Italy), painted start to 1533 by Girolamo dai Libri.

북쪽의 호수는 산으로 둘러싸여 있어서 폭이 더 좁으며 빙하의 활동으로 형성된 흔적을 여전히 찾을 수 있다. 호수에는 5개의 섬이 있으며 가르다 섬이 가장 크다.
주요 지류로는 사르카 강이 있으며 민시오 강과 만나는 유일한 강이다. 연어를 비롯해 여러 종류의 생물이 서식하고 있으나 깊은 물에서 동물성플랑크톤을 먹고 살기 때문에 자주 잡히는 것은 아니다. 이 종은 스위스 고산지대와 일부와 이곳에만 서식한다.